# Leprocaulinus
Leprocaulinus is een geslacht van Phasmatodea uit de familie Diapheromeridae. De wetenschappelijke naam van dit geslacht is voor het eerst geldig gepubliceerd in 1940 door Uvarov.

## Soorten
Het geslacht Leprocaulinus omvat de volgende soorten:
- Leprocaulinus insularis
- Leprocaulinus lobulatus (Giglio-Tos, 1910)
- Leprocaulinus obiensis (Rehn, 1904)
- Leprocaulinus vipera (Kaup, 1871)